# Abaeté
Abaeté este un oraș din unitatea federativă Minas Gerais), Brazilia.